# Rita sacerdotum
Rita sacerdotum és una espècie de peix de la família dels bàgrids i de l'ordre dels siluriformes.

## Morfologia
- Els mascles poden assolir 200 cm de longitud total.[1][2]

## Alimentació
Menja organismes bentònics i, possiblement també, peixos.

## Hàbitat
És un peix d'aigua dolça i de clima tropical.

## Distribució geogràfica
Es troba a Àsia: des del riu Irrawaddy fins als rius Salween i Tennasserim (Myanmar).